# Nekrolog 1689
Nekrolog
◄◄
| ◄
| 1685
| 1686
| 1687
| 1688
| 1689 | 1690 | 1691 | 1692 | 1693 | ► | ►►
Weitere Ereignisse | Allgemeiner Nekrolog 1689
Die Beschreibung der verstorbenen Person sollte so kurz wie möglich gehalten sein und nur deren signifikante Tätigkeit(en) enthalten.
Neue Namen ggf. auch unter dem Geburts- und Sterbedatum, also etwa unter 1. Januar und im Geburts- und Sterbejahr (2024) eintragen (nur bei entsprechender großer Wichtigkeit). Für Beispiele siehe die schon vorhandenen Artikel.
Außerdem über die fünf zuletzt Verstorbenen, zu denen es einen ausreichend guten Artikel für eine Präsentation auf der Hauptseite gibt, nach der todesbedingten Überarbeitung der Artikel ggf. auch unter Wikipedia Diskussion:Hauptseite informieren und sie am besten auch in den anderen Wikipedia-Sprachversionen eintragen. Tipp: Regelmäßig bei news.google.de nach „ist tot“, „gestorben“ oder „verstorben“ suchen.
Wenn eine Person gestorben ist, gibt es viele Seiten zu dieser Person in der Wikipedia, die davon auch betroffen sind und entsprechend aktualisiert werden müssen. Beispiele: Namenübersichtsseite, Geburtsjahr, Geburtsort-Seiten und viele mehr.
Wie finde ich die betroffenen Seiten?
Im Suchfeld auf der linken Seite gibt man den Suchbegriff so ein: „Vorname Nachname“. Dann klickt man auf Volltext und alle Seiten mit entsprechendem Suchtext werden aufgerufen. Hier sieht man dann schnell, wo auch das Todesjahr Sinn macht oder sogar ein Teil des Artikels angepasst werden muss. Auch hilft das „Werkzeug“ auf der linken Seite sehr gut, um solche Seiten aufzufinden: „Links auf diese Seite“. Somit ist die Wikipedia wieder aktuell in allen Bereichen! Hinweis: bei Eintragung der Kategorie „Gestorben JAHR“ wird der Missbrauchsfilter 49 ausgelöst, was jedoch nicht schlimm ist. Siehe: Spezial:Missbrauchsfilter/49
Dies ist eine Liste von im Jahr 1689 verstorbenen bekannten Persönlichkeiten. Die Einträge erfolgen innerhalb der einzelnen Daten alphabetisch sortiert. Tiere sind im Nekrolog für Tiere zu finden.

## Januar
| Tag        | Name                              | Beruf, bekannt als                                                | Alter | Beleg |
| ---------- | --------------------------------- | ----------------------------------------------------------------- | ----- | ----- |
| 6. Januar  | Seth Ward                         | englischer Mathematiker, Astronom und Bischof                     | 71    |       |
| 7. Januar  | James Howard, 3. Earl of Suffolk  | englischer Adliger                                                | 68    |       |
| 10. Januar | Rudolph Wilhelm Krause der Ältere | deutscher Rechtswissenschaftler und Kanzler von Sachsen-Weimar    | 76    |       |
| 12. Januar | Gerhard von Dernath               | kursächsischer Kriegsrat                                          |       |       |
| 12. Januar | Philipp Wilhelm von Günderrode    | deutscher Jurist und Stadtschultheiß in der Reichsstadt Frankfurt | 65    |       |
| 13. Januar | Christoph Gertner von Gartenberg  | deutscher Jurist und Sprachlehrer des schwedischen Königs         |       |       |
| 14. Januar | Georg Wiegner                     | deutscher Jurist und Bürgermeister von Dresden                    | 81    |       |
| 18. Januar | Ernst Günther                     | Herzog von Schleswig-Holstein-Sonderburg-Augustenburg             | 79    |       |
| 21. Januar | Gustaf Persson Banér              | schwedischer Feldmarschall                                        | 70    |       |
| 24. Januar | Johann Friedrich Olearius         | deutscher lutherischer Theologe                                   | 27    |       |
| 24. Januar | Johann Pommeresch                 | deutscher Rechtswissenschaftler                                   | 64    |       |
| 29. Januar | Christoph von Unruh               | Starost von Gniezno und Międzychód                                | 64    |       |

## Februar
| Tag         | Name                            | Beruf, bekannt als                                    | Alter | Beleg |
| ----------- | ------------------------------- | ----------------------------------------------------- | ----- | ----- |
| 2. Februar  | Georg Dientzenhofer             | deutscher Baumeister des Barock                       |       |       |
| 4. Februar  | Francesco Alberti di Poja       | Fürstbischof von Brixen und Trient                    | 78    |       |
| 12. Februar | Marie Louise d’Orléans          | durch Heirat spanische Königin                        | 26    |       |
| 13. Februar | Carlo Pio di Savoia der Jüngere | italienischer Kardinal und Bischof                    | 66    |       |
| 16. Februar | Georg Paulus Imhoff             | Vorderster Losunger, Reichsschultheiß in Nürnberg     | 85    |       |
| 18. Februar | Alessandro Farnese              | spanischer Feldherr                                   | 54    |       |
| 18. Februar | Johann Christfried Sagittarius  | deutscher Kirchenhistoriker und lutherischer Theologe | 71    |       |
| 21. Februar | Isaac Vossius                   | niederländischer Altphilologe                         |       |       |
| 22. Februar | Willem Ogier                    | flämischer Dichter und Schulmeister                   | 70    |       |
| 25. Februar | Khushal Khan Khattak            | afghanischer Kriegsdichter                            |       |       |

## März
| Tag      | Name                                            | Beruf, bekannt als                                                                               | Alter | Beleg |
| -------- | ----------------------------------------------- | ------------------------------------------------------------------------------------------------ | ----- | ----- |
| 7. März  | Franz Johann Vogt von Altensumerau und Prasberg | Bischof von Konstanz                                                                             | 77    |       |
| 10. März | Philipp Ludwig                                  | Herzog von Schleswig-Holstein-Sonderburg-Wiesenburg                                              | 68    |       |
| 10. März | Lucas Schacht                                   | niederländischer Mediziner                                                                       | 55    |       |
| 11. März | Sambhaji                                        | Anführer der Marathen                                                                            | 31    |       |
| 12. März | Giovanni Franzoni                               | Schweizer Dolmetscher, Landeshauptmann und Gesandter des Maggiatales zu den eidgenössichen Orten |       |       |
| 16. März | Sebastian von Pötting                           | Fürstbischof von Passau                                                                          |       |       |
| 24. März | Michiel ten Hove                                | Ratspensionär der Staaten von Holland und Westfriesland                                          | 49    |       |
| 26. März | Gabriel Milan                                   | jüdischer Gouverneur von Dänisch-Westindien                                                      |       |       |
| 27. März | Matthias Eyrl von Eyrsperg                      | Bürgermeister von Wiener Neustadt                                                                |       |       |
| 28. März | Heinrich Boezo                                  | kursächsischer Leibarzt                                                                          | 74    |       |
| 28. März | Johann Wendtseisen                              | steirischer Hexenrichter und Hexenschriftsteller                                                 |       |       |
| 29. März | Théophile Bonet                                 | Schweizer Arzt                                                                                   | 69    |       |
| 30. März | Kazimierz Łyszczyński                           | polnischer Philosoph                                                                             | 55    |       |

## April
| Tag       | Name                               | Beruf, bekannt als                    | Alter | Beleg |
| --------- | ---------------------------------- | ------------------------------------- | ----- | ----- |
| 3. April  | Stephanus le Moine                 | französischer reformierter Theologe   | 64    |       |
| 3. April  | Johann Schmidt                     | deutscher lutherischer Theologe       | 49    |       |
| 5. April  | Johann Georg Beza                  | Bürgermeister von Kassel              |       |       |
| 6. April  | Antoine de Ruffi                   | französischer Regionalhistoriker      | 81    |       |
| 14. April | Maria Anna Josepha von Österreich  | Pfalzgräfin und Herzogin von Neuburg  | 34    |       |
| 16. April | Aphra Behn                         | englische Schriftstellerin            | 48    |       |
| 18. April | George Jeffreys, 1. Baron Jeffreys | Lord Oberrichter in England und Wales | 43    |       |
| 19. April | Christina                          | Königin von Schweden                  | 62    |       |
| 19. April | Johan Lorentz der Jüngere          | dänischer Komponist und Organist      |       |       |

## Mai
| Tag     | Name                             | Beruf, bekannt als                         | Alter | Beleg |
| ------- | -------------------------------- | ------------------------------------------ | ----- | ----- |
| 2. Mai  | Wilhelm Leyser II.               | deutscher Jurist und Rechtswissenschaftler | 60    |       |
| 8. Mai  | Christian Knorr von Rosenroth    | deutscher Dichter von Kirchenliedern       |       |       |
| 17. Mai | Ernst Ludwig Avemann             | deutscher Politiker und Diplomat           | 79    |       |
| 20. Mai | Marco Contarini                  | Prokurator von San Marco und Sammler       | 58    |       |
| 20. Mai | Justus Valentin Stemann          | deutscher evangelischer Theologe           | 59    |       |
| 23. Mai | Charles Erskine, 22. Earl of Mar | schottischer Adeliger, 22. Earl of Mar     | 38    |       |
| 31. Mai | Franz Georg Hermann der Ältere   | deutscher Maler                            |       |       |
| Mai     | Christian Nathusius              | Jurist                                     | 24    |       |

## Juni
| Tag      | Name                                | Beruf, bekannt als                                        | Alter | Beleg |
| -------- | ----------------------------------- | --------------------------------------------------------- | ----- | ----- |
| 5. Juni  | Christian Nifanius                  | deutscher lutherischer Theologe und Geistlicher           | 60    |       |
| 7. Juni  | Catherine Bellier                   | Mätresse des französischen Königs Ludwig XIV.             |       |       |
| 7. Juni  | Alphonsus de Berghes                | katholischer Theologe und Erzbischof von Mechelen         | 64    |       |
| 8. Juni  | Decio Azzolini der Jüngere          | Kardinal und Vertrauter von Königin Christina             | 66    |       |
| 17. Juni | Heinrich Christoph von Wolframsdorf | Fürstpropst von Ellwangen                                 | 43    |       |
| 22. Juni | Christoph Haunold                   | deutscher Jesuit, Philosoph, Theologe und Hochschullehrer | 78    |       |

## Juli
| Tag      | Name                                 | Beruf, bekannt als                                                   | Alter | Beleg |
| -------- | ------------------------------------ | -------------------------------------------------------------------- | ----- | ----- |
| 6. Juli  | Georg Philipp von Greiffenclau       | Oberamtmann in Königstein                                            | 68    |       |
| 7. Juli  | Luise Christine von Savoyen-Carignan | savoyardische Prinzessin und durch Heirat Markgräfin von Baden-Baden | 61    |       |
| 12. Juli | Christian Neunhertz                  | deutscher Maler                                                      |       |       |
| 13. Juli | Abraham Wild                         | Schweizer evangelischer Geistlicher                                  | 61    |       |
| 13. Juli | Johann Volkmar Bechmann              | deutscher Rechtswissenschaftler                                      | 64    |       |
| 23. Juli | Friedrich Wilhelm von der Pfalz      | Pfalzgraf von Neuburg und kaiserlicher General                       | 24    |       |
| 27. Juli | Bonnie Dundee                        | schottischer General                                                 |       |       |
| 31. Juli | Wolfgang Gundling                    | protestantischer Kirchenschriftsteller                               | 51    |       |
| Juli     | Jean-Baptiste Tavernier              | französischer Reisender und Baron von Aubonne in der Schweiz         |       |       |

## August
| Tag        | Name                                                         | Beruf, bekannt als                                               | Alter | Beleg |
| ---------- | ------------------------------------------------------------ | ---------------------------------------------------------------- | ----- | ----- |
| 6. August  | Dorothea Sophie von Schleswig-Holstein-Sonderburg-Glücksburg | Kurfürstin von Brandenburg                                       | 52    |       |
| 11. August | Václav Jan Rosa                                              | tschechischer Jurist, Dichter und Philologe                      |       |       |
| 12. August | Johann Georg von Belling                                     | kur-brandenburger Generalmajor und Kommandant der Festung Pillau |       |       |
| 12. August | Innozenz XI.                                                 | Papst (1676–1689)                                                | 78    |       |
| 13. August | Maximilian                                                   | Fürst von Hohenzollern-Sigmaringen (1681–1689)                   | 53    |       |
| 17. August | Thomas Street                                                | englischer Astronom                                              |       |       |
| 20. August | Johann Georg von Bendeleben                                  | deutscher Offizier                                               |       |       |
| 24. August | Christian von Sachsen-Weißenfels                             | kursächsischer Feldmarschall-Leutnant                            | 37    |       |
| 30. August | Ercole Rivani                                                | italienischer Maler und Architekt                                |       |       |

## September
| Tag           | Name                              | Beruf, bekannt als                                                                  | Alter | Beleg |
| ------------- | --------------------------------- | ----------------------------------------------------------------------------------- | ----- | ----- |
| 5. September  | Esaias von Pufendorf              | Diplomat in schwedischen und dänischen Diensten                                     | 61    |       |
| 6. September  | Ernst Georg von Wallis            | k.k. Feldmarschall-Lieutenant                                                       |       |       |
| 7. September  | Johann Peter Titz                 | deutscher Pädagoge, Dichter und Poetiker                                            | 70    |       |
| 10. September | Johannes de Spina                 | deutscher Rechtswissenschaftler und Rektor der Universität Heidelberg               | 47    |       |
| 13. September | Ciro Ferri                        | italienischer Maler                                                                 | 56    |       |
| 15. September | Balthasar Cellarius               | evangelischer Theologe                                                              | 74    |       |
| 16. September | Burchard Eden                     | deutscher Syndikus in Bremen                                                        | 71    |       |
| 17. September | Maximilian Lorenz von Starhemberg | kaiserlicher Generalfeldmarschall und (ab 1679) Kommandant der Festung Philippsburg |       |       |
| 23. September | Johann Caspar Pflaume             | Stadtrichter von Leipzig                                                            | 45    |       |
| 24. September | Diedrich Bartels                  | deutscher Kaufmann, Ratsherr der Hansestadt Lübeck                                  | 56    |       |
| 26. September | August                            | deutscher Herzog                                                                    | 37    |       |
| 27. September | Angelo Maria Ranuzzi              | italienischer römisch-katholischer Geistlicher, Kardinal und Erzbischof von Bologna | 63    |       |
| 28. September | Anna Neander                      | Pfarrerstochter und -frau                                                           |       |       |
| 30. September | Julius Franz                      | Herzog von Sachsen-Lauenburg                                                        | 48    |       |
| 30. September | Johann Rebhan                     | deutscher Jurist und Theologe                                                       | 85    |       |

## Oktober
| Tag         | Name                    | Beruf, bekannt als                                                                | Alter | Beleg |
| ----------- | ----------------------- | --------------------------------------------------------------------------------- | ----- | ----- |
| 4. Oktober  | Quirinus Kuhlmann       | deutscher Schriftsteller                                                          | 38    |       |
| 5. Oktober  | Johannes Scheibler      | deutscher evangelischer Geistlicher                                               | 61    |       |
| 7. Oktober  | Jakob Dietlof von Arnim | kurbrandenburgischer Obrist der Kavallerie und Generalmajor, Hauptmann zu Gramzow | 44    |       |
| 8. Oktober  | Robert Metzel           | deutscher Zisterzienserabt                                                        |       |       |
| 9. Oktober  | Heinrich Balthasar Roth | deutscher Rechtswissenschaftler                                                   | 49    |       |
| 11. Oktober | Justus Cellarius        | deutscher Physiker und evangelischer Theologe                                     | 40    |       |
| 13. Oktober | Johann Georg Lorenz     | deutscher Pädagoge                                                                | 62    |       |
| 15. Oktober | Johannes Melchior       | Theologe und Pädagoge                                                             | 43    |       |
| 14. Oktober | Adolf Johann I.         | schwedischer Reichsmarschall, Herzog von Stegeborg und Pfalz-Zweibrücken-Kleeburg | 60    |       |
| 24. Oktober | Stephan Farfler         | deutscher Erfinder                                                                | 55    |       |
| 30. Oktober | Pier Antonio Capobianco | italienischer römisch-katholischer Bischof                                        | 70    |       |

## November
| Tag          | Name                                | Beruf, bekannt als                                             | Alter | Beleg |
| ------------ | ----------------------------------- | -------------------------------------------------------------- | ----- | ----- |
| 8. November  | Jean-Jacques Séguier de La Verrière | französischer Bischof                                          |       |       |
| 14. November | Adam Christoph Jacobi               | deutscher Jurist                                               | 51    |       |
| 15. November | Conrad von Höveln                   | deutscher Barockdichter und Schriftsteller                     | 59    |       |
| 15. November | Ernst Ludwig von Remchingen         | deutscher Adliger, Burgvogt zu Tübingen                        |       |       |
| 23. November | Philipp von Zesen                   | deutscher Schriftsteller                                       | 70    |       |
| 26. November | Marquard Gude                       | deutscher klassischer Philologe, Bibliothekar und Epigraphiker | 54    |       |

## Dezember
| Tag          | Name              | Beruf, bekannt als                                                           | Alter | Beleg |
| ------------ | ----------------- | ---------------------------------------------------------------------------- | ----- | ----- |
| 2. Dezember  | Ewald von Kleist  | kurbrandenburgischer Diplomat                                                |       |       |
| 13. Dezember | Zbigniew Morsztyn | polnischer Schriftsteller                                                    |       |       |
| 17. Dezember | Wilhelm von Hoff  | hessischer Adliger und Verwaltungsbeamter                                    |       |       |
| 21. Dezember | Andreas Sennert   | deutscher Orientalist, Lexikograf und Bibliothekar                           | 83    |       |
| 29. Dezember | Thomas Sydenham   | englischer Arzt der Barockzeit                                               | 65    |       |
| Dezember     | Pjetër Bogdani    | Bischof von Shkodra und Erzbischof von Skopje sowie früher albanischer Autor |       |       |

## Datum unbekannt
| Tag | Name                         | Beruf, bekannt als                                                                                    | Alter | Beleg |
| --- | ---------------------------- | --- | ----- | ----- |
|     | Johann Aken                  | Maler                                                                                                 |       |       |
|     | Benjamin von Block           | deutscher Porträtmaler                                                                                |       |       |
|     | Pedro Atanasio Bocanegra     | spanischer Maler                                                                                      |       |       |
|     | Marguerite Buffet            | französische Grammatikerin, Romanistin und Frauenrechtlerin                                           |       |       |
|     | Charles Errard               | französischer Künstler                                                                                |       |       |
|     | Gustav Adolf von Fahrensbach | Reichshofrat und Graf in Brandenburg und Böhmen                                                       |       |       |
|     | Cornelis Geelvinck           | Bürgermeister von Amsterdam                                                                           |       |       |
|     | Eitel Dietrich von Gemmingen | Oberamtmann in Lauterbourg und Direktor des Schwäbischen Ritterkreises.                               |       |       |
|     | Johann Hescheler             | Schweizer Bildschnitzer                                                                               |       |       |
|     | Janko Peranski               | kroatischer Graf und Kommandant der kroatischen Reiter in der kursächsischen Leibgarde, Amtshauptmann |       |       |
|     | Juan Henríquez de Villalobos | Gouverneur von Chile                                                                                  |       |       |
|     | Andreas Kempe                | schwedischer Philosoph und Philologe                                                                  |       |       |
|     | Song Si-yeol                 | koreanischer Politiker und neokonfuzianischer Philosoph                                               |       |       |
|     | Jaume Vidal                  | katalanischer Mönch, Musiker, Schriftsteller und Bibelwissenschaftler                                 |       |       |
|     | Mattheus Wytmans             | niederländischer Porträtmaler                                                                         |       |       |